# Robert Porter Allen
Robert Porter Allen (* 24. April 1905 in South Williamsport, Lycoming County, Pennsylvania; † 28. Juni 1963 in Tavernier, Florida) war ein US-amerikanischer Ornithologe und Naturschützer. Internationales Aufsehen erregte er durch seine Rettungsaktionen für den Schreikranich in den 1940er- und 1950er-Jahren.

## Leben
Allens Eltern waren walisischer und englischer Herkunft. Sein Vater war Rechtsanwalt, seine Mutter eine ehemalige Schullehrerin. Durch Beziehungen seines Biologielehrers wurde Allen Mitglied im Junior Audubon Club, wo er Vorträge von Arthur Augustus Allen (1885–1964) und Louis Agassiz Fuertes besuchte und Brieffreundschaften mit Frank Michler Chapman und Thomas Gilbert Pearson (1873–1943) pflegte. Nach dem Ende der High School ging er aufs Lafayette College, das er nach zwei Jahren abbrach. Im Herbst 1925 schrieb er sich in die Cornell University ein. Bedingt durch den Tod seines Vaters brach er dieses Studium nach drei Monaten ab. In der Folgezeit ging er für drei Jahre zur See, wo er einmal in der Sulusee Schiffbruch erlitt. Zu Beginn der großen Depression traf Allen im American Museum of Natural History in New York City auf Frank Chapman, der ihm jedoch nur eine ehrenamtliche Stelle anbieten konnte. Zusätzlich vermittelte er ihm ein Gespräch mit Thomas Gilbert Pearson, dem damaligen Leiter der National Audubon Society, das die Weichen für Allens weitere Karriere stellen sollte.
Allen wurde Mitarbeiter in der National Audubon Society, wo er anfangs mit der Katalogisierung der beachtlichen Bibliothek von Pearson vertraut wurde. 1931 betrieb er Feldstudien über die Zustände der Reiherkolonien in North Carolina und South Carolina. Anschließend machte er eine Erhebung über die Brutvögel an der Küste von Maine. Letzteres führte zur Entdeckung der ersten Brutkolonie der Mantelmöwe in den Vereinigten Staaten. In der Folgezeit betrieb Allen viel Feldforschung, obwohl er noch immer als Bibliothekar angestellt war. Im Herbst 1932 wurde er auf die Cape-May-Halbinsel in New Jersey berufen, wo er einem staatlichen Wildhüter beim Greifvogelschutz unterstützte. Zusätzlich zu dieser Hauptaufgabe sammelte er Greifvogelexemplare, um ihr Nahrungsverhalten zu bestimmen. Später arbeiteten er und Roger Tory Peterson (1908–1996) an einem Artikel über das Zugverhalten der Bussarde auf der Cape-May-Halbinsel, der 1936 im Journal The Auk veröffentlicht wurde.
1934 beendete Allen seinen Dienst in der Bücherei der National Audubon Society und wurde Nachfolger von Ernest Golsan Holt (1889–1983) als Leiter der Abteilung für Naturschutzgebiete. Anfang 1935 gab es einen Wechsel an der Spitze der National Audubon Society. Pierson ging in den Ruhestand und John Hopkinson Baker (1894–1973) übernahm seinen Posten. Die Belegschaft wurde vergrößert und der Schwerpunkt wurde mehr auf die Feldarbeit gelegt. 1939 schlug Baker eine Langzeitstudie über den Rosalöffler vor, wie sie zuvor schon für den Elfenbeinspecht und den Kalifornienkondor durchgeführt und von der National Audubon Society finanziert wurden. Allen gab seine Stelle in der Abteilung für Naturschutzgebiete auf und übernahm die Erforschung des Rosalöfflers. Im Oktober desselben Jahres zog er mit seiner Frau und seinen beiden kleinen Kindern in die Kleinstadt Tavernier auf Key Largo. Allen errichtete ein Zeltlager in den Mangrovensümpfen auf Bottle Key in der Florida Bay, wo er die Löffler aus nächster Nähe beobachten konnte. Seine Studie über den Rosalöffler in Florida und Texas wurde 1942 als Audubon Research Report No. 2 veröffentlicht. Während des Zweiten Weltkriegs diente Allen als Maat auf einem Minenleger der United States Navy. Anfang 1946 wurde er ausgemustert.
Zu Beginn der 1940er-Jahre wurden Naturschützer und Ornithologen durch die extrem niedrigen Bestandszahlen des Schreikranichs alarmiert. Die einzige Behörde, die eine Untersuchung organisieren konnte, war die National Audubon Society. Es wurde eine Vereinbarung mit dem United States Fish and Wildlife Service getroffen und 1945 das Cooperative Whooping Crane Project ins Leben gerufen. Im Herbst 1946 wurde Allen diesem Projekt zugeteilt. Er und seine Familie ließen sich in der Kleinstadt Austwell in der Nähe des Aransas National Wildlife Refuge an der texanischen Küste nieder. Die nächsten drei Jahre studierte Allen die Schreikraniche. Er folgte ihnen auf ihrer Wanderroute von Texas nach Nebraska, nach Saskatchewan und darüber hinaus bis in den Polarkreis, um die damals noch unbekannten Nistgründe der Schreikraniche zu finden. Seine Studie wurde 1952 als Research Report No. 3 der National Audubon Society veröffentlicht.
Bereits vor der Veröffentlichung des Schreikranich-Berichts hatte Allen sein nächstes Projekt über den Kubaflamingo begonnen. Die bekannten Kolonien auf Andros in den Bahamas, die noch von Frank Chapman beschrieben wurden, waren verschwunden. Allen besuchte das bekannte Verbreitungsgebiet der Flamingos in der gesamten Karibik von der Halbinsel Yucatán bis nach Bonaire in den Kleinen Antillen. Dieses Projekt nahm die Jahre zwischen 1950 und 1956 in Anspruch, nur einmal unterbrochen durch die lang verzögerte Entdeckung der Nistgründe des Schreikranichs im nördlichen Teil des Wood-Buffalo-Nationalparks im Jahr 1954 und durch die Erforschung der Nistgründe im Sommer 1955. Sein Flamingo-Projekt beendete Allen nicht mehr. Die letzten Jahre im Dienst der National Audubon Society verbrachte Allen mit Studien über die großen Schreitvögel. Am 30. Juni 1960 ging er in den Ruhestand; er starb 1963.

## Werke und Auszeichnungen
Allen verfasste einige Bücher, darunter Flame Birds (1947) über den Rosalöffler und On the Trail of Vanishing Birds (1957) über den Schreikranich und den Kubaflamingo sowie Birds of the Caribbean (1961). Ferner gehört er zu den Koautoren des Monumentalwerkes Birds of North America. Er schrieb auch Artikel für Magazine, darunter für Bird Lore, das später in Audubon Magazine umbenannt wurde, für National Geographic und für das Blackwoods Magazine, das in England erschien.
1957 wurde Allen mit dem Brewster Memorial Award der American Ornithologists’ Union ausgezeichnet, wo er 1944 gewähltes Mitglied und 1955 zum Fellow ernannt wurde. 1958 erhielt er den John Burroughs Award. Ferner ist er Preisträger des Nash Awards für seine Naturschutzarbeit. 1964 nannte der National Park Service drei Keys in der Florida Bay Bob Allen Keys.